# Gordon &
Gordon & is een Nederlandstalig album van zanger Gordon uit 2003 waarin hij verschillende nummers zingt met verschillende Nederlandstalige artiesten. Ook de drie solo nummers "Ga dan", "Caminando" en het Engelstalige nummer "I'll Be You Voice" staan erop.
Met het laatst genoemde nummer deed hij in 2003 mee aan het Nationaal Songfestival, waarbij hij als tweede eindigde. Het achtergrondkoor werd in dit nummer verzorgd door Re-Play waarmee hij in 2002 het album "Gordon & Replay" had opgenomen en in 1999 de single de succesvolle "Never nooit meer".

## Tracklist
1. 100% Verliefd (3:36) met Roméo
2. Adem (4:30) met Re-Play
3. En De Wereld Draait Door (4:29) met Lloyd
4. Dit Kan Niet Meer (4:24) met Edsilia Rombley
5. Je Bent Me Bijna Kwijt (4:10) met Sat-R-Day
6. Als 1 En 1 Geen 2 Meer Is (4:50) met Marlayne
7. Allen Voor Jou (3:53) met Roméo
8. Koud Koud Hart (4:05) met Sarina
9. Anders Niet (4:04) met Re-Play
10. Het Einde Van De Weg (5:01) met diverse artiesten
11. Ga Dan (3:51)
12. Caminando (4:05)
13. I'll Be You Voice (3:03) (Nationaal Songfestival 2003)

## Uitgebrachte singles
| Single met eventuele hitnotering(en) in de Nederlandse Top 40 | Datum van verschijnen | Datum van binnenkomst | Hoogste positie | Aantal weken | Opmerkingen                          |
| ------------------------------------------------------------- | --------------------- | --------------------- | --------------- | ------------ | ------------------------------------ |
| 100% Verliefd                                                 | 2003                  | 08-11-2003            | 27              | 4            | met Roméo / #17 in de Single Top 100 |

| Single met hitnotering(en) in de Vlaamse Ultratop 50 | Datum van verschijnen | Datum van binnenkomst | Hoogste positie | Aantal weken | Opmerkingen |
| ---------------------------------------------------- | --------------------- | --------------------- | --------------- | ------------ | ----------- |
| 100% Verliefd                                        | 2004                  | 28-02-2004            | tip3            | -            | met Roméo   |

## Hitnoteringen

### NederlandseAlbum Top 100
| Hitnotering: 22-11-2003 t/m 06-03-2004 | Hitnotering: 22-11-2003 t/m 06-03-2004 | Hitnotering: 22-11-2003 t/m 06-03-2004 | Hitnotering: 22-11-2003 t/m 06-03-2004 | Hitnotering: 22-11-2003 t/m 06-03-2004 | Hitnotering: 22-11-2003 t/m 06-03-2004 | Hitnotering: 22-11-2003 t/m 06-03-2004 | Hitnotering: 22-11-2003 t/m 06-03-2004 | Hitnotering: 22-11-2003 t/m 06-03-2004 | Hitnotering: 22-11-2003 t/m 06-03-2004 | Hitnotering: 22-11-2003 t/m 06-03-2004 | Hitnotering: 22-11-2003 t/m 06-03-2004 | Hitnotering: 22-11-2003 t/m 06-03-2004 | Hitnotering: 22-11-2003 t/m 06-03-2004 | Hitnotering: 22-11-2003 t/m 06-03-2004 | Hitnotering: 22-11-2003 t/m 06-03-2004 | Hitnotering: 22-11-2003 t/m 06-03-2004 | Hitnotering: 22-11-2003 t/m 06-03-2004 |
| Week:                                  | 1                                      | 2                                      | 3                                      | 4                                      | 5                                      | 6                                      | 7                                      | 8                                      | 9                                      | 10                                     | 11                                     | 12                                     | 13                                     | 14                                     | 15                                     | 16                                     |                                        |
| -------------------------------------- | -------------------------------------- | -------------------------------------- | -------------------------------------- | -------------------------------------- | -------------------------------------- | -------------------------------------- | -------------------------------------- | -------------------------------------- | -------------------------------------- | -------------------------------------- | -------------------------------------- | -------------------------------------- | -------------------------------------- | -------------------------------------- | -------------------------------------- | -------------------------------------- | -------------------------------------- |
| Positie:                               | 78                                     | 39                                     | 39                                     | 56                                     | 70                                     | 77                                     | 69                                     | 64                                     | 54                                     | 49                                     | 63                                     | 63                                     | 65                                     | 71                                     | 81                                     | 97                                     | uit                                    |